# X-Men vs. Street Fighter
X-Men vs. Street Fighter är ett spel, som släpptes i arkadhallarna 1996.
- Norm Spencer - Cyclops
- Cathal J. Dodd - Wolverine
- Catherine Disher - Storm
- Lenore Zann - Rogue
- Tony Daniels - Gambit/Berättare
- Don Francks - Sabretooth
- Nick Bennett - Juggernaut
- Lorne Kennedy - Magneto/Apocalypse
- Katashi Ishizuka - Ryu
- Tetsuya Iwanaga - Ken Masters
- Yûko Miyamura - Chun-Li
- Toshiyuki Morikawa - Charlie Nash
- Susan Hart - Cammy
- Yoshiharu Yamada - Dhalsim
- Wataru Takagi - Zangief